# Bianchi 30/35 HP
Der Bianchi 30/35 HP ist ein Pkw-Modell. Hersteller war Bianchi aus Italien.

## Beschreibung
Dieses Modell wurde 1913 in Großbritannien angeboten. Es hatte wie alle Bianchi-Modelle jener Zeit einen vorn längs eingebauten wassergekühlten Vierzylindermotor. Er trieb die Hinterachse an.
Jeder Zylinder hatte 110 mm Bohrung und 150 mm Hub. Das ergab 5702 cm³ Hubraum und eine Einstufung mit 30 RAC Horsepower. Ein Motor mit diesen Abmessungen ist lediglich beim ebenfalls nur in England bekannten 20/30 HP bekannt. Die Typenbezeichnung 30/35 HP in England wurde dagegen später auch bei Bianchi Tipo B und Bianchi Tipo M mit einem kleineren Hubraum verwendet. Es bleibt unklar, ob es ein spezielles Modell für England war.